# Bertran de Saint-Martin
Pour les articles homonymes, voir Saint-Martin.
Bertran de Saint-Martin (c.1220-† le 29 mars 1277) est un évêque du XIIIe siècle, successivement évêque de Fréjus, puis d'Avignon, archevêque d'Arles et cardinal.

## Biographie

### Premières années
Ancien doyen de l’Abbaye Saint-André, il est nommé en 1248 évêque de Fréjus (1248-1264) et le 5 mars 1264 évêque d’Avignon (1264-1266) par Urbain IV. 

### Évêque d'Avignon
Le nouvel évêque d'Avignon se montre attaché aux intérêts de la maison d'Anjou, et Charles d'Anjou, comte de Provence, sait apprécier ses services. Sous le pontificat de Clément IV, Bertran de Saint-Martin joue un rôle important en Italie : par un bref, daté de Pérouse, le 14 juillet 1265, le pape le charge de faire arrêter et incarcérer tous ceux qui dans la ville de Rome osent résister à l'autorité pontificale et se montrer hostile à Charles d'Anjou. C'est en relation avec l'archevêque de Consenza (ou Cosenza ?) que notre prélat s'acquitte de cette délicate mission.

### Archevêque d'Arles
Après avoir occupé le siège épiscopal d'Avignon deux ans et quatre mois, Bertrand prend en main le gouvernement de l'Église d'Arles pour obéir aux ordres du pape. Conformément aux usages, il est choisi par les chanoines de cette métropole pour remplacer l'archevêque Florent, qui vient de mourir. Deux d'entre eux sont délégués pour aller à Viterbe, auprès de Clément IV, solliciter la décision papale sur le choix du chapitre. 
Le 11 octobre 1266, il devient archevêque d'Arles (1266-1273). De son archiépiscopat, on connait de nombreux événements, en particulier hommages et synodes. L'année de son arrivée, il fait hommage à Barral de Baux, pour la terre de Mouriès, que son Église tient en fief de ce seigneur. En 1267, le 10 juin, il se rend à Tarascon recevoir à son tour l'hommage de Bertrand de Baux, fils de feu Guillaume de Baux, seigneur de Berre, pour différents fiefs, entre autres pour les terres de la Crau. En cette même année, Clément IV lui accorde, à lui et à ses successeurs, un privilège réservé au pape, celui de faire porter devant eux la croix dans la province d'Arles. Le 5 avril 1270, Bertrand approuve en qualité de métropolitain la division des revenus de l'Église de Toulon en douze prébendes, et le 15 juillet 1271, il célèbre un synode à Avignon, où se trouvent réunis avec l'évêque de cette ville, ceux de Cavaillon et de Carpentras.

### Cardinal-évêque de Sabine
Au début juin 1273, ou d'après certains auteurs en 1272 ou 1274, il est nommé cardinal-évêque de Sainte-Sabine par le pape Grégoire X. Bertrand est le premier des archevêques d'Arles promu à cette haute dignité. Il est mentionné pour la première fois avec son nouveau titre, au bas d'une bulle de privilège, donnée à Lyon, le 7 mars 1274, en faveur du monastère de la Fille-Dieu, de l’ordre de saint Benoît, au diocèse de Lausanne.

## Controverse sur la date de sa mort
La date de sa mort est incertaine. D'après certaines sources il serait mort lors du second concile de Lyon en 1274 ; mais cela semble peu probable, car la dernière bulle papale où apparait sa signature est datée du 23 mars 1275. L'Annuaire Pontifical Catholique 1929 indique qu'il meurt à Lyon le 28 mars 1275 et qu'il est remplacé, peu après, sur le siège de Saint-Sabine par Giovani Visconti, neveu de Grégoire X. 
Cependant Konrad Eubel (de), dans son Hierarchia Catholica Medii Aevi, affirme que Bertran de Saint-Martin avait participé aux conclaves où furent élus les papes Innocent V et Jean XXI en 1276 et qu'il mourut en 1277. Selon Joseph Hyacinthe Albanés déjà évoqué, c'était le 29 mars de cette année, information corroborée par la Société départementale d’archéologie et de statistique de la Drôme qui conjoncture une date voisine, le 28 mars 1277.